# Oxicesta chamaesyces
Oxicesta chamaesyces är en fjärilsart som beskrevs av Achille Guenée 1852. Oxicesta chamaesyces ingår i släktet Oxicesta och familjen nattflyn. Inga underarter finns listade i Catalogue of Life.